# 紫堇灵
紫堇灵（化学式：C21H21NO5）是一种从刻叶紫堇分离出来的乙酰胆碱酯酶抑制剂，它具有抗螺旋体活性，其硫酸盐具有镇静作用。
它的全合成可以3,4-亚甲二氧基-7-甲基邻苯二甲酸酐为原料经多步反应进行。